# Gornja Podgora
Gornja Podgora – wieś w Chorwacji, w żupanii krapińsko-zagorskiej, w mieście Donja Stubica. W 2011 roku liczyła 287 mieszkańców.